# Krzeczów (gromada w powiecie pajęczańskim)
Krzeczów – dawna gromada, czyli najmniejsza jednostka podziału terytorialnego Polskiej Rzeczypospolitej Ludowej w latach 1954–1972.
Gromady, z gromadzkimi radami narodowymi (GRN) jako organami władzy najniższego stopnia na wsi, funkcjonowały od reformy reorganizującej administrację wiejską przeprowadzonej jesienią 1954 do momentu ich zniesienia z dniem 1 stycznia 1973, tym samym wypierając organizację gminną w latach 1954–1972.
Gromadę Krzeczów siedzibą GRN w Krzeczowie utworzono – jako jedną z 8759 gromad na obszarze Polski – w powiecie wieluńskim w woj. łódzkim, na mocy uchwały nr 40/54 WRN w Łodzi z dnia 4 października 1954. W skład jednostki weszły obszary dotychczasowych gromad Krzeczów, Mokre, Kochlew i Broników ze zniesionej gminy Mierzyce oraz obszar dotychczasowej gromady Mokre ze zniesionej gminy Siemkowice w tymże powiecie. Dla gromady ustalono 10 członków gromadzkiej rady narodowej.
1 stycznia 1956 roku gromada weszła w skład nowo utworzonego powiatu pajęczańskiego w tymże województwie.
29 lutego 1956 z gromady Krzeczów wyłączono kolonię Mokre włączając ją do gromady Ożegów w tymże powiecie (obie gromady umieszczono błędnie w powiecie wieluńskim).
1 stycznia 1958 gromadę włączono z powrotem do powiatu wieluńskiego, gdzie równocześnie została zniesiona a jej obszar włączony do gromady Wierzchlas tamże.